# Eduardo Víctor Haedo
Eduardo Víctor Haedo (Mercedes, Departament de Soriano, 28 de juliol de 1901 - 15 de novembre de 1970) fou un periodista i polític uruguaià, i president constitucional del Consell Nacional de Govern entre l'1 de març de 1961 i el 28 de febrer de 1962.

## Biografia
Nascut sota la condició de fill natural en un ambient en el qual aquestes circumstàncies no solien ser perdonades, la seva família va veure augmentat el seu aïllament social en funció de que també la seva àvia i la seva besàvia havien estat mares sense haver contret matrimoni. De jove va treballar en la premsa escrita a la seva ciutat natal, tasca que continuaria desenvolupant, fins i tot quan es va dedicar a l'activitat política.
Va exercir el càrrec de representant del departament de Soriano, va ser sis vegades Senador de la República, va ser Ministre d'Instrucció Pública, i Membre del Consell Nacional de Govern, el que va presidir durant un any. En la seva actuació com a Ministre va presentar el projecte per crear la Facultat d'Humanitats dins la Universitat de la República; també va ser l'autor del projecte de creació de la Comèdia Nacional. Va propulsar la Llei 9.739, de 17 de desembre de 1937, de drets d'autor, coneguda com a Llei Haedo i que va complir un important paper en la defensa dels drets d'autor. Actualment complementada per la Llei 17.616.
A casa seva de Punta del Este cridada "La azotea" (català, "El terrat") va rebre a nombroses personalitats, entre altres a Ernesto Guevara. També van desfilar personalitats com a Juana de Ibarbourou, Pablo Neruda, Luis Sandrini, Mirtha Legrand, Mariano Moreno, Benito Nardone, César Batlle Pacheco, Arturo Frondizi, Juan Domingo Perón, Alfonsina Storni, entre d'altres.
El 1937 va crear la Revista Nacional per donar espai a la literatura, a l'art i a les ciències. Va crear els Cursos Internacionales de Vacaciones per a l'intercanvi cultural i educatiu d'Iberoamèrica. Va impulsar la creació d'una escola a l'aire lliure en cada departament. Seu més ressonada actuació parlamentària el va constituir el seu molt ferm rebuig de la instal·lació de bases militars estrangeres a l'Uruguai.
Va desenvolupar una intensa activitat en el camp de les relacions internacionals: president de la delegació uruguaiana en la XV Assemblea General de les Nacions Unides, a Nova York (1960); president de la reunió de Punta del Este en què es fundés la «Aliança per al Progreso» (1961); promotor de les relacions dels països de la conca de la Plata, i dels ponts fluvials entre Uruguai i l'Argentina.
Va morir el 15 de novembre de 1970, mentre donava una entrevista.